# Gadebusch
Gadebusch é uma cidade da Alemanha localizad no distrito de Nordwestmecklenburg, estado de Mecklemburgo-Pomerânia Ocidental.
É membro e sede do Amt de Gadebusch.